# Judenteich (Darmstadt)
Der Judenteich ist ein Gewässer in Darmstadt in Hessen.
Der Judenteich ist circa 60 m lang und circa 20 m breit, seine Wasserfläche beträgt circa 0,1 ha. Gespeist wird der Teich durch den Meiereibach. Entwässert wird er in die Kanalisation.

## Geschichte und Etymologie
Um das Jahr 1748 wurde der Teich von dem Teichgräber Johann Jost Weber von Romrod angelegt.
Der Teich diente zunächst der Forellenzucht und als Trinkwasserreservoir.
Der Ursprung der Namensgebung ist nicht geklärt.

## Fauna
Im Bereich des Teiches leben Karpfen, Rotaugen, Rotfedern, Stichlinge, Süßwasserschwämme, diverse Amphibien, Libellen u. a. Tiere.